# ジャン・ハオ
ジャン・ハオ（朝: 장하오、漢: 章昊、2000年7月25日 - ）は韓国で活動する中国出身の歌手。9人組ボーイズ・グループ「ZEROBASEONE」のメンバー。本名同じ。YUE HUAエンターテインメント、WAKEONE所属。

## 来歴
デビュー前
- 2000年7月25日、中国・福建省にて両親の一人っ子として生まれる。
- 中国地質大学では地質学を専攻しその後、浪人を経て、艺考（芸術系大学の連合入試）を受験し、福建師範大学教育学部に進学した。教育学部では主に音楽教育について学び、音楽教師の資格を取得している。
- 大学在学中にSNSにあげていたダンス動画をきっかけにYUE HUAからキャスティングを受けて練習生になる。

2023年
- 練習生になって1年3ヶ月でMnet『BOYS PLANET』に出演。番組の最終回にて1位でZEROBASEONEとして選ばれる。尚韓国のオーディション番組にて韓国国籍以外の人が最終1位を獲得したのは初の出来事である。
- 7月10日、1stミニアルバム『YOUTH IN THE SHADE』でデビュー。当アルバムには1位のベネフィットであるソロ曲が収録されている。

2024年
- 1月19日、ジャン・ハオはTVINGで放送された恋愛リアリティ番組『乗り換え恋愛3』の挿入歌「I WANNA KNOW」をリリースした。韓国のサークルチャートで80位を獲得し、「Billboard JAPAN Download Songs」では27位を記録。さらに、アメリカのビルボードチャート「World Digital Song Sales」部門では9位を獲得した。また、第3回青龍シリーズアワードでは、OST人気賞を受賞している。
- 3月20日、ZEROBASEONEはシングル『ゆらゆら -運命の花-』をリリースし日本デビュー。

2025年
- 2月25日、ジャン・ハオはJTBCのバラエティ番組『知ってる外高』にレギュラー出演した。

## 人物
身長は180.5cm。特技はバイオリン。

## ディスコグラフィ

### デジタルシングル
|                 | 配信日        | タイトル     | 規格     | 順位 | 収録アルバム             |
| Billboard JAPAN | 配信日        | タイトル     | 規格     |      | 収録アルバム             |
| DL              | 配信日        | タイトル     | 規格     |      | 収録アルバム             |
| --------------- | ------------- | ------------ | -------- | ---- | ------------------------ |
| 1               | 2023年7月10日 | Always       | 音楽配信 | -    | YOUTH IN THE SHADE       |
| 2               | 2024年1月19日 | I WANNA KNOW | 音楽配信 | 27位 | 乗り換え恋愛3 OST Part 4 |

## 出演

### テレビドラマ
- 月まで行こう（2025年、MBC）[16]

### テレビ番組
- BOYS PLANET（2023年2月2日 - 4月20日、Mnet）[3]

- 知ってる外高（2025年2月25日 - 3月4日、JTBC）[14]

### MC
- M COUNTDOWN（2023年8月3日、Mnet）[17]
- KCON 香港（2024年3月31日、Mnet）[18]
- ミュージックバンク（2024年5月24日、KBS2）[19]
- Show! 音楽中心 in JAPAN（2024年6月29日、MBC）[20]
- ミュージックバンク（2024年9月6日、KBS2）[21]

### CM・広告
- タングルティーザー（2024年） - アンバサダー[22]
- MISTINE（2024年） - アンバサダー[23]
- KUSTIE（2024年 - ） - アンバサダー[24]
- P&G OLAY（2024年 - ） - アンバサダー[25]
- フィラ FUSION（2025年 - ） - アンバサダー[26]
- ロレアル 3CE STYLENANDA（2025年 - ） - アンバサダー[27]

## 受賞歴
| 年     | 賞                                         | カテゴリー                | 対象         | 結果 | 出典   |
| ------ | ------------------------------------------ | ------------------------- | ------------ | ---- | ------ |
| 2024年 | 第13回サークルチャートミュージックアワード | VIAJEグローバル人気賞     | -            | 受賞 | [ 28 ] |
| 2024年 | 第3回青龍シリーズアワード                  | OST人気賞                 | I WANNA KNOW | 受賞 | [ 12 ] |
| 2024年 | 2024 K-WORLD DREAM AWARDS                  | Global UPICK Choice       | -            | 受賞 | [ 29 ] |
| 2025年 | 第1回 D AWARDS                             | UPICK Global Choice - Boy | -            | 受賞 | [ 30 ] |